# Gedächtniskirche (Speyer)
De Gedächtniskirche is een protestantse herdenkingskerk in Speyer (Rijnland-Palts). De kerk werd tussen 1893 en 1904 gebouwd om het protest te gedenken tegen de herroeping van de vrijheid van godsdienst op de Rijksdag van Spiers (1529). De toren is met 105 meter de hoogste kerktoren van de Palts.

## Het protest van 1529
Om een einde te maken aan de godsdienstige verdeeldheid wilde keizer Karel V de bepalingen van de Rijksdag te Speyer (1526) buiten werking stellen. Deze bepalingen verleende de aanhangers van Maarten Luther bepaalde vrijheden. Per decreet werd een verdere uitbreiding van de nieuwe leer verboden. Op 19 april 1529 protesteerde de hervormingsgezinde minderheid in het Heilige Roomse Rijk formeel tegen dit decreet. Het protest van de vorsten en vrije steden geldt als het geboorte-uur van het protestantisme

## Het voornemen om de kerk te bouwen
Aan het einde van de 19e eeuw, tijdens de Kulturkampf stonden de onderlinge betrekkingen tussen protestanten en katholieken in Duitsland onder druk. Het in 1870 verkondigde dogma van de onfeilbaarheid van de paus en de stichting van het nieuwe rijk onder een protestantse keizer in 1871 gaven een nieuwe stimulans om de kerk te bouwen. Heftige discussies door onderlinge onenigheid leidde tot een vertraging van de bouw van meer dan 35 jaren. De Gedächtniskirche zou de moederkerk worden van de protestantse christenheid. Maar het zou blijken dat dit doel veel te hoog gegrepen was, de kerk is in Duitsland nauwelijks bekend en nog minder daarbuiten.
De initiatiefnemers tot de bouw van de kerk waren vastbesloten dat de protestantse kerk niet in de schaduw mocht staan van de in 1846-1856 gerestaureerde roomse dom. Oorspronkelijk wilde men de kerk bouwen op de plaats waar de rijksdag van 1529 gehouden werd. Toen echter in 1882 bleek dat dat niet de plek was waarvan men het altijd dacht, koos men voor een locatie buiten het oude centrum bij de voormalige Landauer Poort. Een jaar later konden architecten inschrijven voor het project. Uit het hele Duitse Rijk reageerden 45 architecten op de oproep. De vijf finalisten hadden allen een voorkeur voor de neogotische stijl. De eerste prijs en de opdracht tot de bouw werd verkregen door het architectenduo Julius Flügge en Carl Nordmann uit Essen. In heel Europa en de Verenigde Staten werd geld ingezameld en de keizer zelf, een van de grote promotors van de bouw van de kerk, stelde zich garant voor de ontbrekende financiën.
De eerste spade ging op 19 september 1890 in de grond en de eerste steen werd gelegd op 24 augustus 1893. Na een bouwperiode van elf jaar kon de kerk worden ingewijd. Eén jaar eerder werd het door de kunstenaar Hermann Hahn uit München vervaardigde Luthermonument in de voorhal onthuld.

## De reactie van de Rooms-Katholieke Kerk
De bouw van een protestante dom liet de rooms-katholieke bevolking van Speyer niet op zich zitten. Toen de protestanten een grondstuk verwierven waarop de kerk met kathedrale allure zou verrijzen, kochten de katholieken in de onmiddellijke nabijheid van het protestantse bouwterrein ook een stuk grond. In navolging van de protestantse bouwvereniging werd in 1887 een katholieke bouwvereniging gesticht. In 1912 werd de eerste steen gelegd en reeds in het jaar 1914 werd de kerk gewijd aan de heilige Jozef. De nieuwe Sint-Jozefkerk moest beantwoorden aan katholieke verscheidenheid versus protestantse strengheid en werd gebouwd in een mengeling van de stijlen jugendstil, gotiek, barok en renaissance. Als regelrechte provocatie aan het adres van de protestanten (of was het gewoon roomse humor?) werd in het raam boven het hoogaltaar de tekst van de verklaring van het dogma van pauselijke onfeilbaarheid opgenomen. Dit pauselijk dogma, dat op het Eerste Vaticaans Concilie in 1870 werd geproclameerd, was nu juist de aanleiding voor de bouw van de Gedächtniskirche.

## Architectuur
De kerk vertegenwoordigt de neogotiek en is gebouwd in zuiver historische vormen. De kerken van de Weense neogotiek stonden model voor de Herdenkingskerk, en dan met name de in de jaren 1856-1879 gebouwde Votiefkerk.

### Maten
Totale lengte van kerk en toren: 72 meter
Totale lengte van het kerkinterieur: 51 meter
Breedte van het kerkschip: 24 meter
Breedte van het transept: 45 meter
Hoogte kerkdag: 35 meter, met dakruiter 57 meter
Bebouwd grondoppervlak: 1.200 m²
Hoogte gewelven: middenschip: 22 meter, viering: 24 meter, zijschepen 20 meter
Torenhoogte: 105 meter

### Herdenkingshal
Op de begane grond van de toren is de herdenkingshal ondergebracht. Zoals de toren is de ruimte zeshoekig. De plek voor de herdenkingshal is opzettelijk gekozen want geen plek leende zich beter om de bezoekers van de kerk met de beelden van de protestantse getuigen kennis te laten maken. In het midden van de hal staat op een sokkel van Zweeds graniet het bronzen beeld van Maarten Luther, een geschenk van de Duits-Amerikaans lutherse gemeenschap. Luther houdt in de linkerhand een opengeslagen bijbel en balt de rechterhand tot vuist; met zijn rechtervoet vertrapt hij de pauselijke banbul. In de mozaïekvloer zijn de woorden "Hier sta ik, ik kan niet anders, God helpe mij. Amen!" ingelegd.
Tegen de hoeken van de wanden staan zes beelden van de vorsten die op 19 april 1529 hun protest lieten klinken:
1 keurvorst Johan de Standvastige van Saksen
2 hertog Ernst I van Brunswijk-Lüneburg
3 hertog Frans van Brunswijk-Lüneburg
4 vorst Waldemar I van Anhalt-Zerbst
5 markgraaf George de Vrome
6 landgraaf Filips I de Grootmoedige
Tegen de wanden hangen de wapenschilden van de veertien vrije steden die het protest mede ondertekenden (Straatsburg, Augsburg, Ulm, Konstanz, Lindau, Memmingen, Kempten, Nördlingen, Heilbronn, Reutlingen, Isny, St. Gallen, Weißenburg en Windsheim).

### Hoofdtoegang
Tussen de twee toegangsdeuren staat in het midden een zandstenen beeld van koning David, die de bezoekers van de kerk groet met een psalm op een tekstrol en hen met zijn harp opmerkzaam maakt van het bijzondere belang van muziek in protestantse kerken:
- "De Heere zal uw uitgang en uw ingang bewaren van nu aan tot in eeuwigheid" (Psalm 121, vers 8)
Aan de binnenzijde van het portaal staat een engel met een open boek, die de bezoekers bij het uitgaan van de kerk de volgende tekst meegeeft:
- "Zalig zijn degenen die het Woord Gods horen en hetzelve bewaren" (Lukas 11: 27-28)

### Interieur
Het interieur van de kerk wordt overal met kruisribgewelven overdekt. Langs alle muren van de kerk lopen galerijen, behalve in de apsis. Bij een protestantse kerk staat de prediking centraal. Om akoestische redenen vermeed men bij protestantse kerken lange kerkschepen en creëerde men plaatsen door galerijen langs de muren aan te leggen. Ook de Gedächtniskirche heeft galerijen die langs alle muren lopen, behalve in de apsis. Het interieur van de Gedächtniskirche onderscheidt zich eveneens van middeleeuwse kathedralen door het ontbreken van stucwerk en beschilderingen. Alle kleurigheid is slechts voorbehouden aan de gebrandschilderde ramen.

### Bezienswaardigheden
- De 36 ramen zijn afkomstig uit negen ateliers uit verschillende steden van het toenmalige Duitse Rijk. Alle ramen zijn in de stijl van het historisme vervaardigd. De voorstellingen van de ramen variëren van Bijbelse voorstellingen tot scènes van gebeurtenissen uit de protestantse geschiedenis. In de jaren 50 waren er plannen de ramen volledig te laten vervangen omdat ze niet meer overeenkwamen met de geldende smaak. Of het waar is of niet, aan de beroemde Zwitserse theoloog Karl Barth wordt tijdens een bezoek aan de kerk de uitspraak toegeschreven dat er in de oorlog helaas een bom te weinig op Speyer was gevallen.
- De kansel werd van verschillende materialen gemaakt, bij de onderbouw van de kansel gebruikte men verschillende kleuren marmer. Na de wijding werd de kansel al snel als veel te uitbundig beoordeeld, maar men heeft er verder niets aan veranderd. Vier bronzen reliëfs in de preekstoel stellen de geboorte, doop, kruisiging en opstanding van Christus voor. Het eiken klankbord is rijk bewerkt en heeft de vorm van een gotisch tabernakel.
- De kerkbanken bieden plaats aan 1800 gelovigen en zijn gedecoreerd met vormen die ook in de bouw zelf voorkomen alsmede wapens en namen van de schenkers van de banken.
- Het originele orgel is niet meer aanwezig. Het huidige orgel dateert van 1979 en is gemaakt door het orgelbedrijf Detlef Kleuker uit Bieleveld. Met 95 registers is het orgel het grootste van zuidwest Duitsland. De eenvoudige orgelkast stamt nog uit het jaar 1939.

### Klokken
De originele klokken, waarvan de grootste klok een geschenk van de keizer was, werden tijdens de Tweede Wereldoorlog uit de kerk gehaald en in 1942 vernietigd op het zogenoemde Glockenfriedhof (Klokkenkerkhof) in Hamburg. Vier klokken keerden na de oorlog terug, maar hadden intussen veel van hun kwaliteit verloren zodat men in 1959 opdracht gaf nieuwe klokken te gieten. De acht klokken, gefinancierd met giften, werden vernoemd naar leidende figuren uit de reformatie.
| Nr. | Naam                | Gietjaar | Gieter                             | Doorsnee (mm) | Gewicht (kg) | Slagtoon (HT-1/16) |
| 1   | Maarten Luther      | 1959     | Klokkengieterij Bachert, Karlsruhe | 2333          | 7450         | f0 +1              |
| 2   | Johannes Calvijn    | 1959     | Klokkengieterij Bachert, Karlsruhe | 1957          | 4452         | as0 +3             |
| 3   | Huldrych Zwingli    | 1959     | Klokkengieterij Bachert, Karlsruhe | 1595          | 2530         | c1 +2              |
| 4   | Gustaaf Adolf       | 1959     | Klokkengieterij Bachert, Karlsruhe | 1331          | 1578         | es1 +5             |
| 5   | Philipp Melanchthon | 1959     | Klokkengieterij Bachert, Karlsruhe | 1162          | 1106         | f1 +4              |
| 6   | Martin Bucer        | 1959     | Klokkengieterij Bachert, Karlsruhe | 1006          | 729          | as1 +7             |
| 7   | Zacharias Ursinus   | 1959     | Klokkengieterij Bachert, Karlsruhe | 934           | 627          | b1 +6              |
| 8   | Johannes Bader      | 1959     | Klokkengieterij Bachert, Karlsruhe | 835           | 443          | c2 +5              |

## De kerk vandaag
De Gedächtniskirche is de hoofdkerk van de evangelische kerk in de Palts. Ter gelegenheid van het 100-jarig jubileum werd de kerk in 2004 gerestaureerd. De kosten van deze renovatie waren hoog en wekten wrevel bij de leden van de Landskerk omdat men als gevolg hiervan elders strikte bezuinigingen moest doorvoeren. De eerste dopeling in de in 1904 ingewijde kerk was mevrouw Gertrud Cantzler. Samen met haar doopkerk vierde zij haar 100ste verjaardag. Zij stierf op 104-jarige leeftijd op 26 april 2009, precies op de zondag dat de afsluiting de restauratie werd gevierd.

## Afbeeldingen

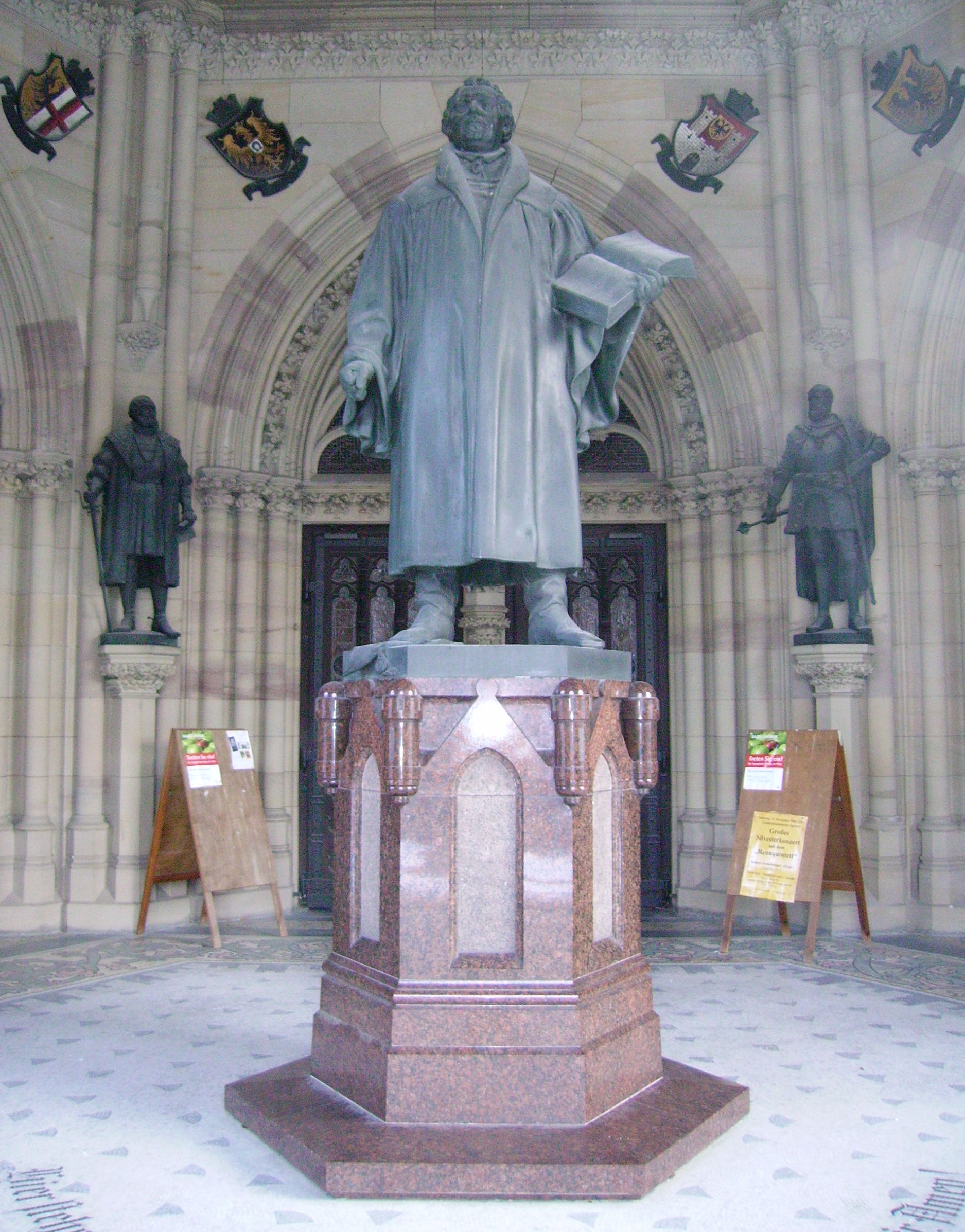
Luthermonument
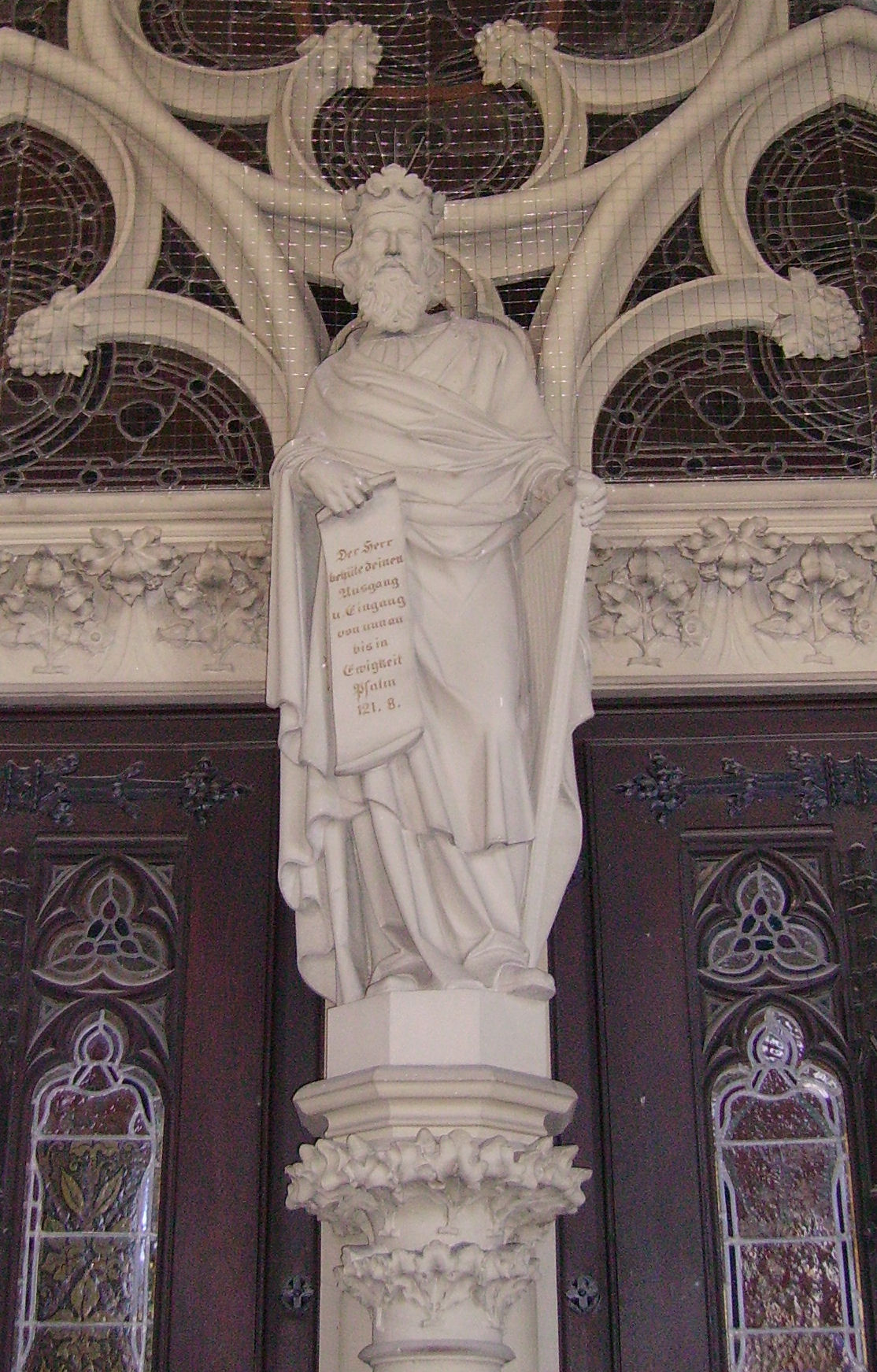
beeld Koning David
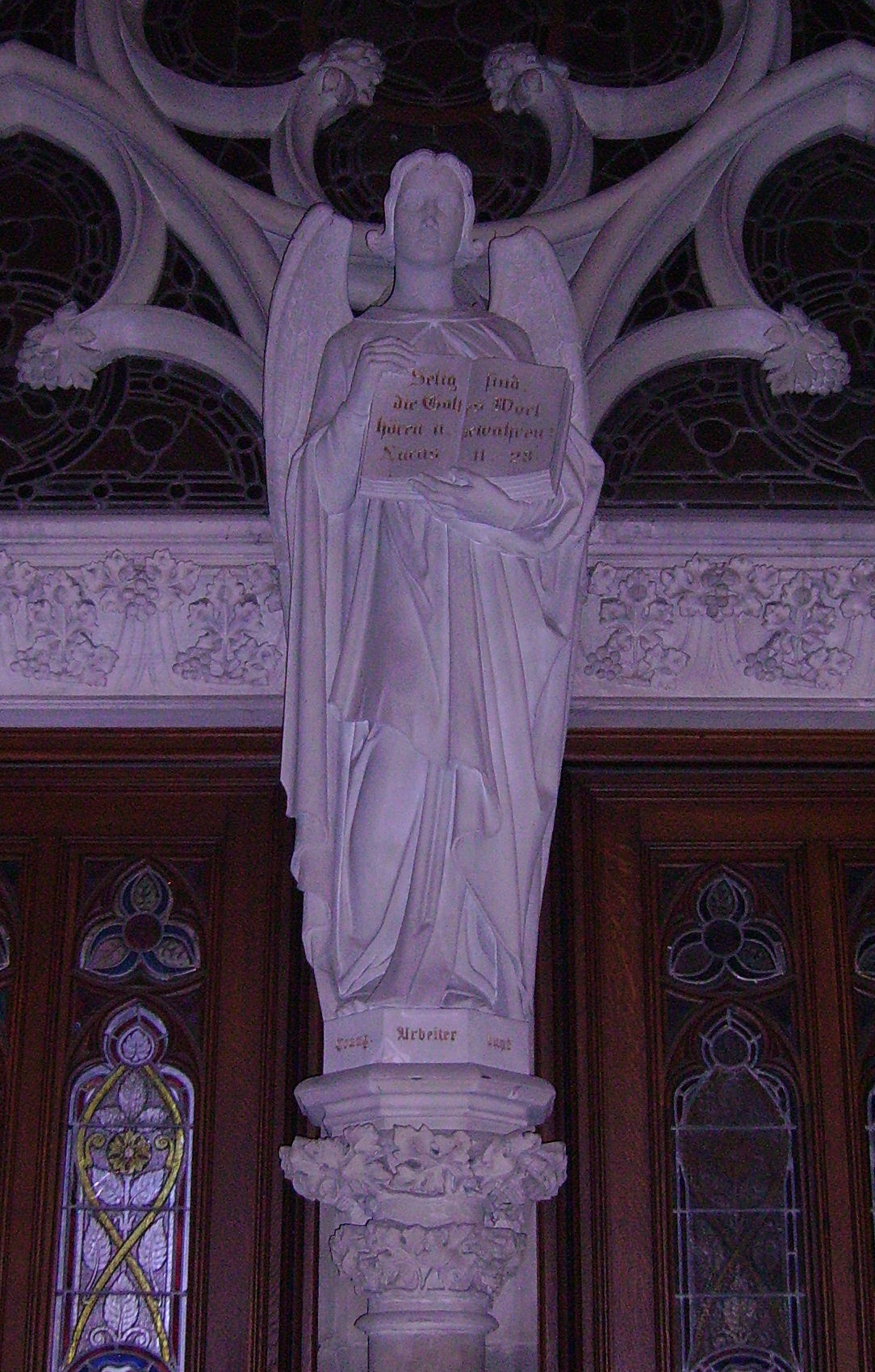
beeld engel
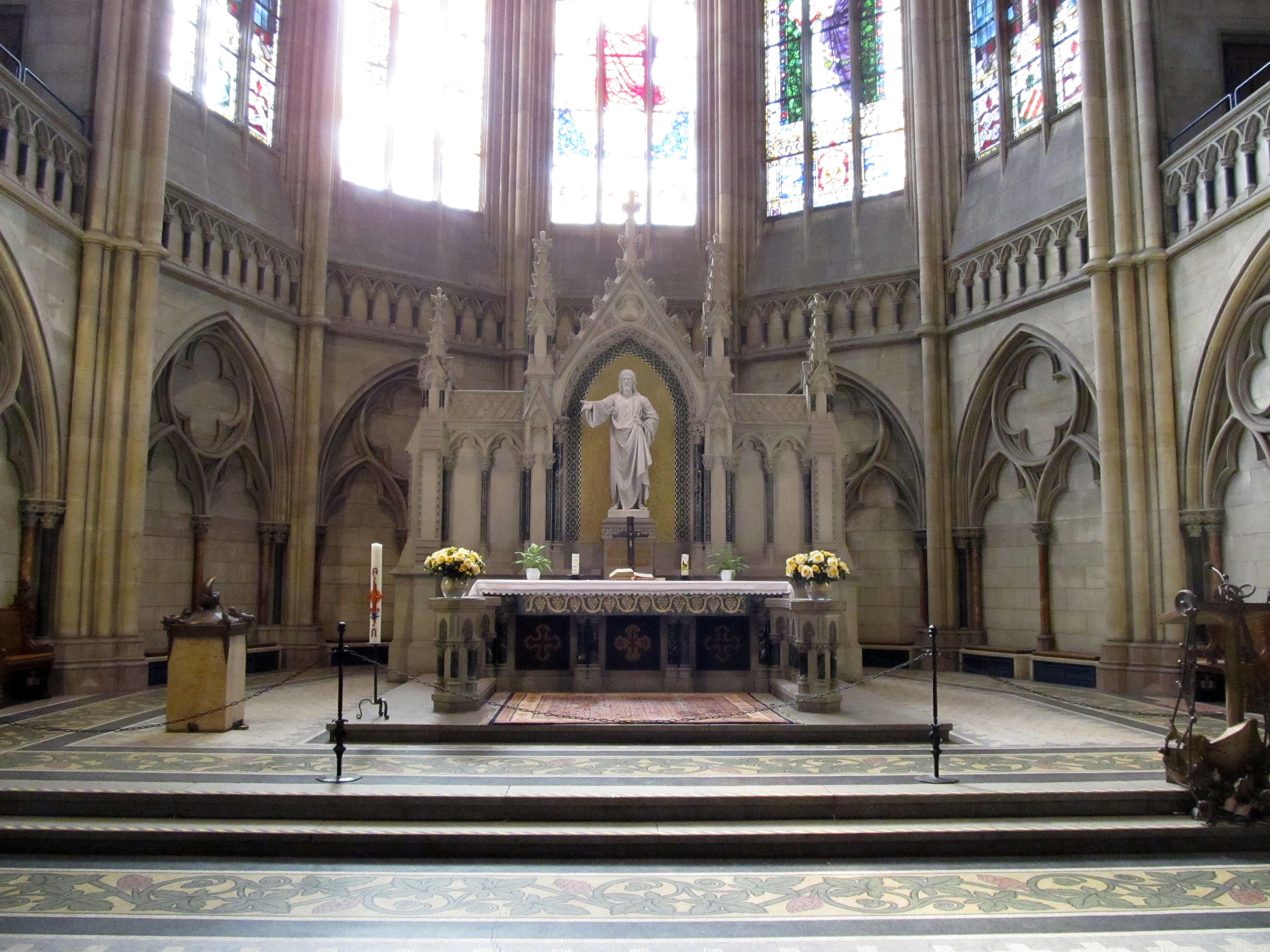
Altaar
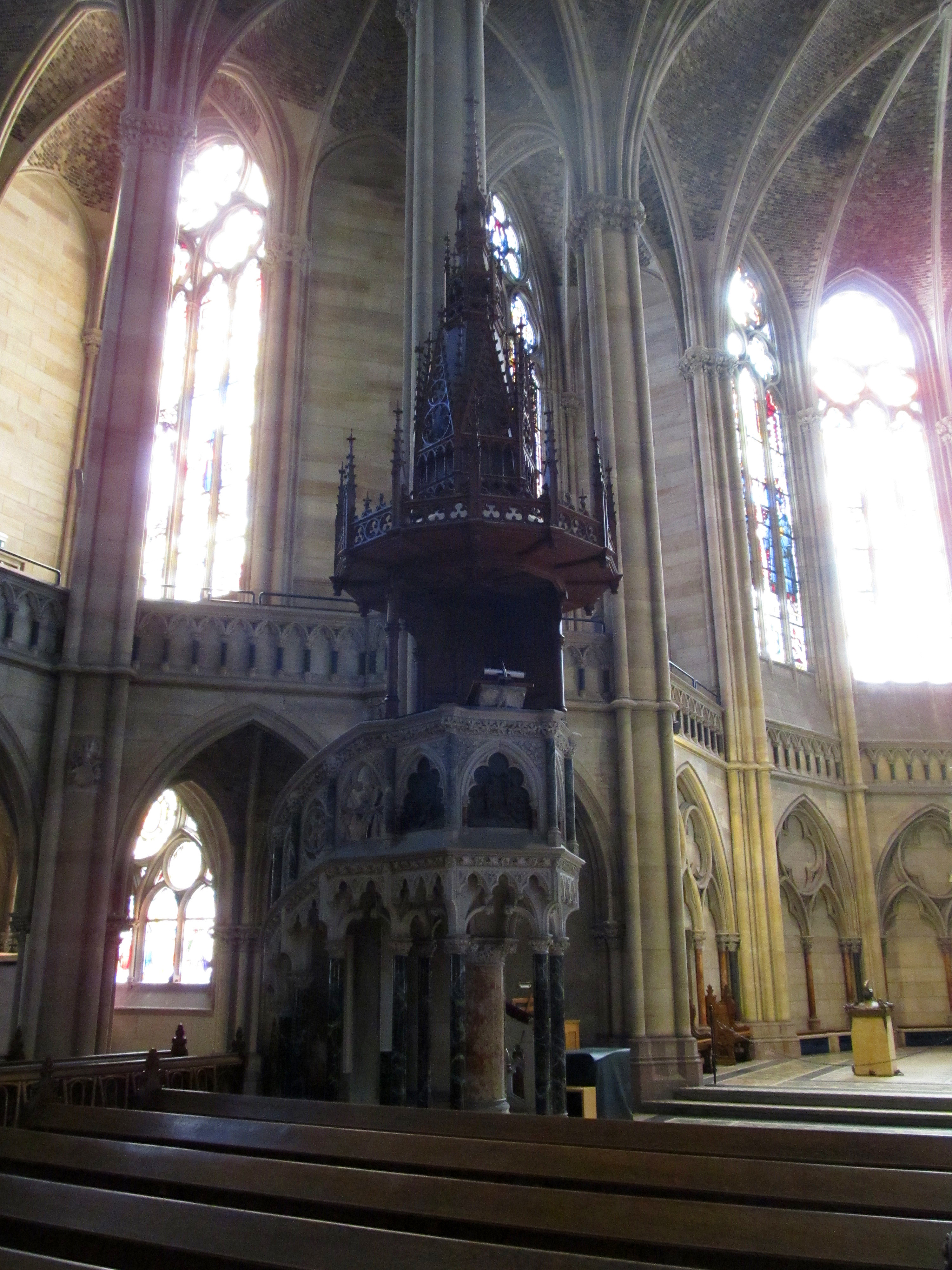
Kansel
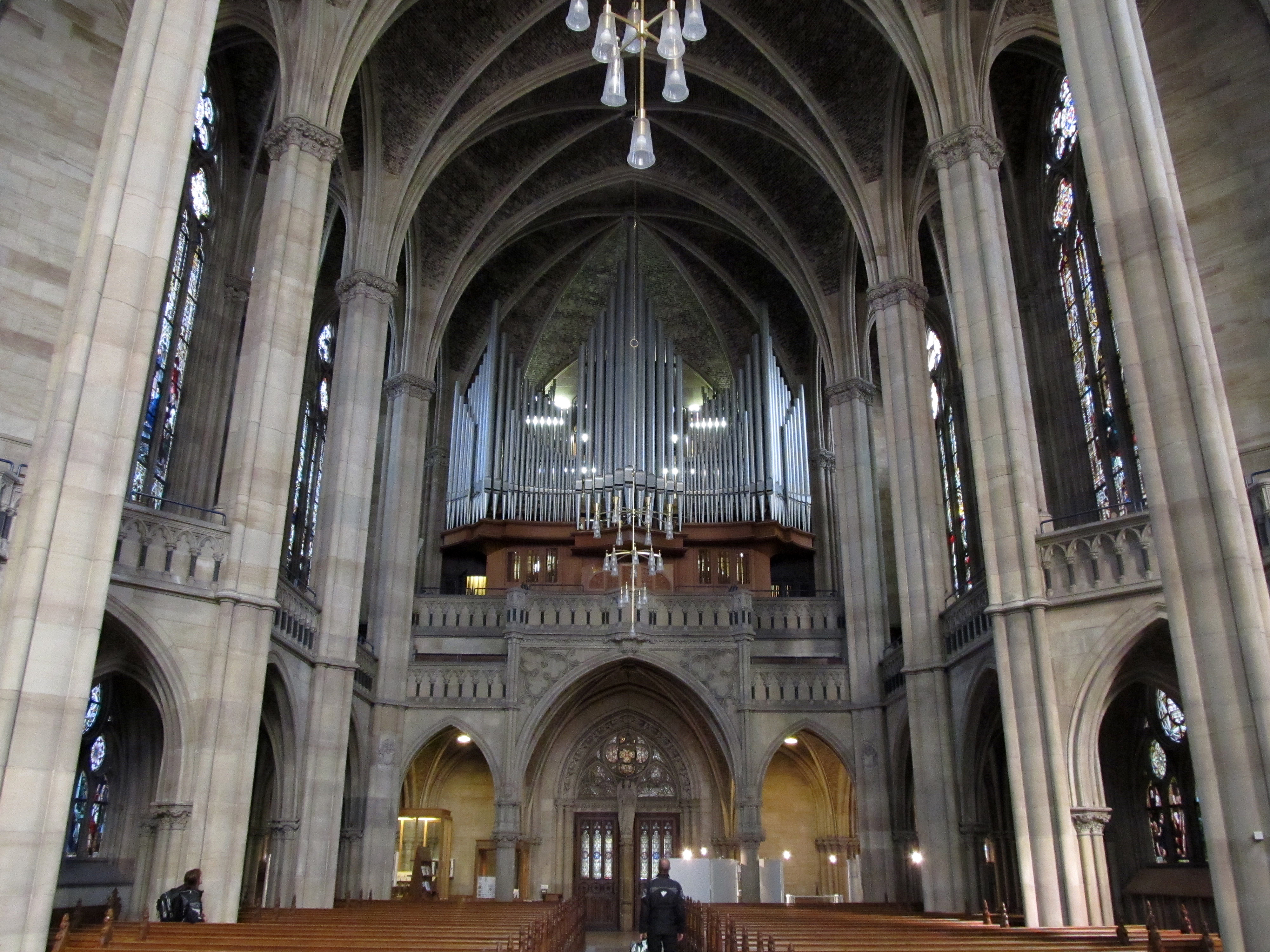
Orgel